# Fátyol-vízesés (Tátra)
A Fátyol-vízesés vagy Szkok-vízesés (szlovákul Vodopád Skok) a Magas-Tátrában, Szlovákiában található, a Malompataki-völgyben (Mlinica), 1720 méteres tengerszint feletti magasságban. 
A völgy alsó, erdős részét magas harántfal választja el a felsőtől, ezen hull alá a vízesés. Csorbatótól északi irányban kb. 4 km-re található, kényelmes sétával 1 óra 45 perc alatt érhető el a sárga jelzésen. A vízesésig az út télen is járható.

## Külső hivatkozások
- tatranet.hu[halott link]